# Échalote
Variété
Classification APG III (2009)
L'échalote (Allium cepa L. var. aggregatum G. Don., anciennement Allium ascalonicum L., synonyme : Allium hierochuntinum Boiss.) est une variété de plante bulbeuse de la famille des Amaryllidacées (précédemment Liliacées), cultivée comme plante condimentaire et potagère. Le terme désigne aussi le bulbe lui-même, qui fait partie depuis longtemps de la gastronomie française. Au Québec et au Nouveau-Brunswick, elle est appelée « échalote française » (le mot « échalote » étant plutôt utilisé pour nommer la cébette).
L'échalote est parfois considérée comme une espèce à part, parfois comme une simple variété d'oignon. 
L'oignon patate, appelé aussi oignon des familles, forme plusieurs bulbes plus ou moins aplatis qui, contrairement aux échalotes, restent enveloppés dans des tuniques externes. Le terme aggregatum a été créé pour décrire ce type. Il est cultivé dans les jardins de nombreux pays (Finlande, Russie, Sri Lanka, Phillipines, Equateur). 
L'échalote grise est reconnue comme une espèce différente : Allium oschaninii O. Fedtsch., espèce originaire d'Asie centrale (Afghanistan, Iran). Sa tunique est plus rigide et son goût est plus marqué. 
L'échalote de Sainte-Anne, aussi appelée échalote perpétuelle, est cultivée notamment au Québec, dont elle supporte bien les hivers rigoureux et où elle est considérée comme une variété patrimoniale,. Son origine est incertaine (selon une source non corroborée, ce pourrait être une sous-variété d'échalote grise originaire d’Éthiopie).

## Étymologie
L'ancien nom de l'échalote dérive du latin ascalonia (cepa) « (oignon) d'Ascalon » qui lui même dérive de l'hébreu : אשקלון. Ascalon était une ville située dans le pays des Philistins, devenue Ashkelon aujourd'hui en Israël. D'après la légende, les Francs auraient rapporté les échalotes en Occident après le siège d'Ascalon, à la fin de la première croisade. Cet apport tardif semble peu probable, car la plante est déjà largement utilisée en Italie dès le Ier siècle, c'est un des ingrédients communs dans le livre de recettes De re coquinaria de Marcus Gavius Apicius. Elle fait par ailleurs partie des plantes dont la culture est recommandée dans les domaines royaux par Charlemagne dans le capitulaire De Villis (fin du VIIIe ou début du IXe siècle).

## Description
C'est une plante vivace par son bulbe, mais cultivée comme annuelle. Elle forme une touffe haute de 20 à 30 cm de feuilles cylindriques creuses. Le bulbe planté comporte plusieurs points végétatifs, qui, après la plantation, donneront naissance à de nouveaux bulbes-fils formant une touffe. L'inflorescence est, comme chez toutes les espèces du genre Allium, une ombelle sphérique. Les graines sont petites et noires.
La plante est très voisine de l'oignon (Allium cepa var. cepa) mais présente un nombre plus important de points végétatifs par bulbe ; ces points sont visibles en coupant transversalement un bulbe. La saveur de l'échalote est également plus marquée que celle de l'oignon.

## Origine et distribution

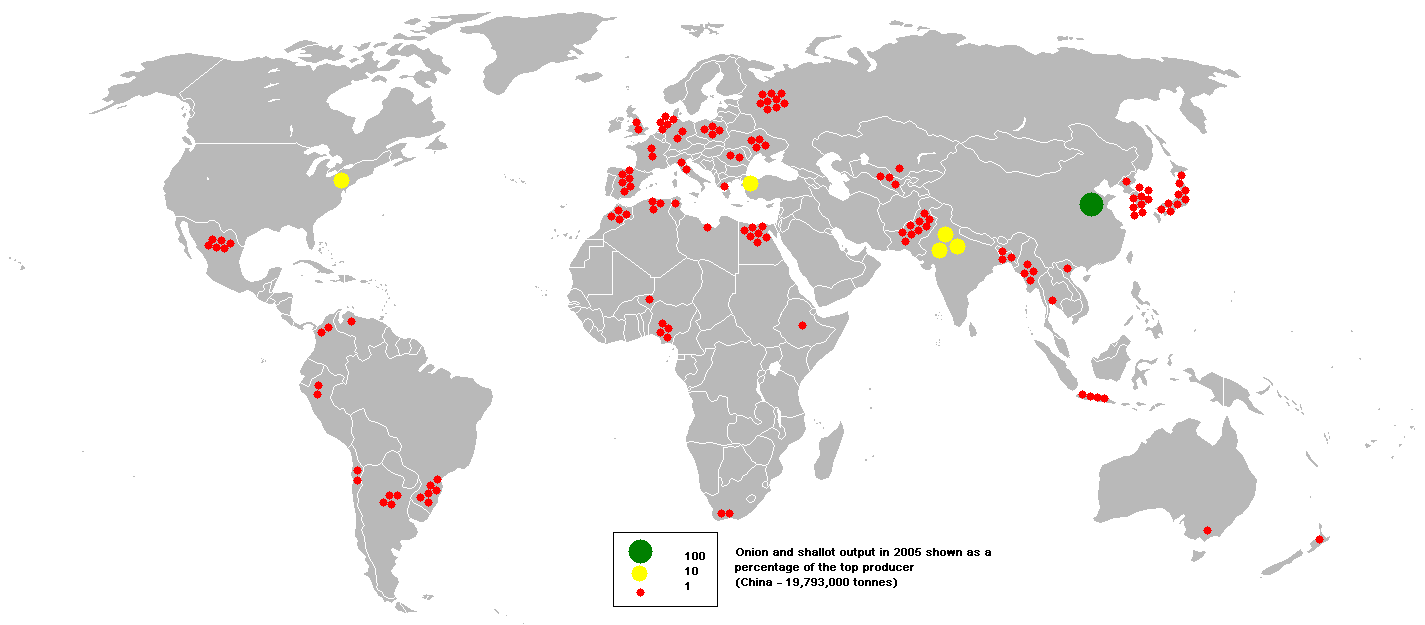
Production mondiale d'oignons et échalotes.

Le foyer d'origine de l'échalote serait situé en Asie centrale (Iran, Turkménistan...). De nombreuses espèces apparentées y existent encore à l'état sauvage, mais aucune échalote sauvage n'a jamais été décrite.

## Culture

### Échalote «traditionnelle» (bulbes)
L’échalote se cultive dans tout sol sauf s’il est trop humifère et mal drainé. L’idéal reste un sol léger, plutôt sableux et profondément ameubli. Il est prudent d'attendre 3 à 5 ans avant de planter dans une parcelle où des espèces de la même famille (oignon, ail, poireau) étaient installées. Cette plante redoute l’humidité et doit être cultivée en plein soleil.
Il est préférable d'utiliser des plants certifiés exempt de maladies
La plantation des bulbes est réalisée, soit en automne d'octobre à décembre, soit en fin d'hiver de mars à avril, selon les variétés et les régions. Un paillage peut être mis en place afin d'éviter le désherbage et de réduire les attaques d'oïdium.
La récolte intervient selon les cas entre cinq et neuf mois après la plantation, vers le mois de juillet.
Les bulbes secs peuvent être bien conservés dans un local frais, durant plusieurs mois.

### Échalote «issue de semis»

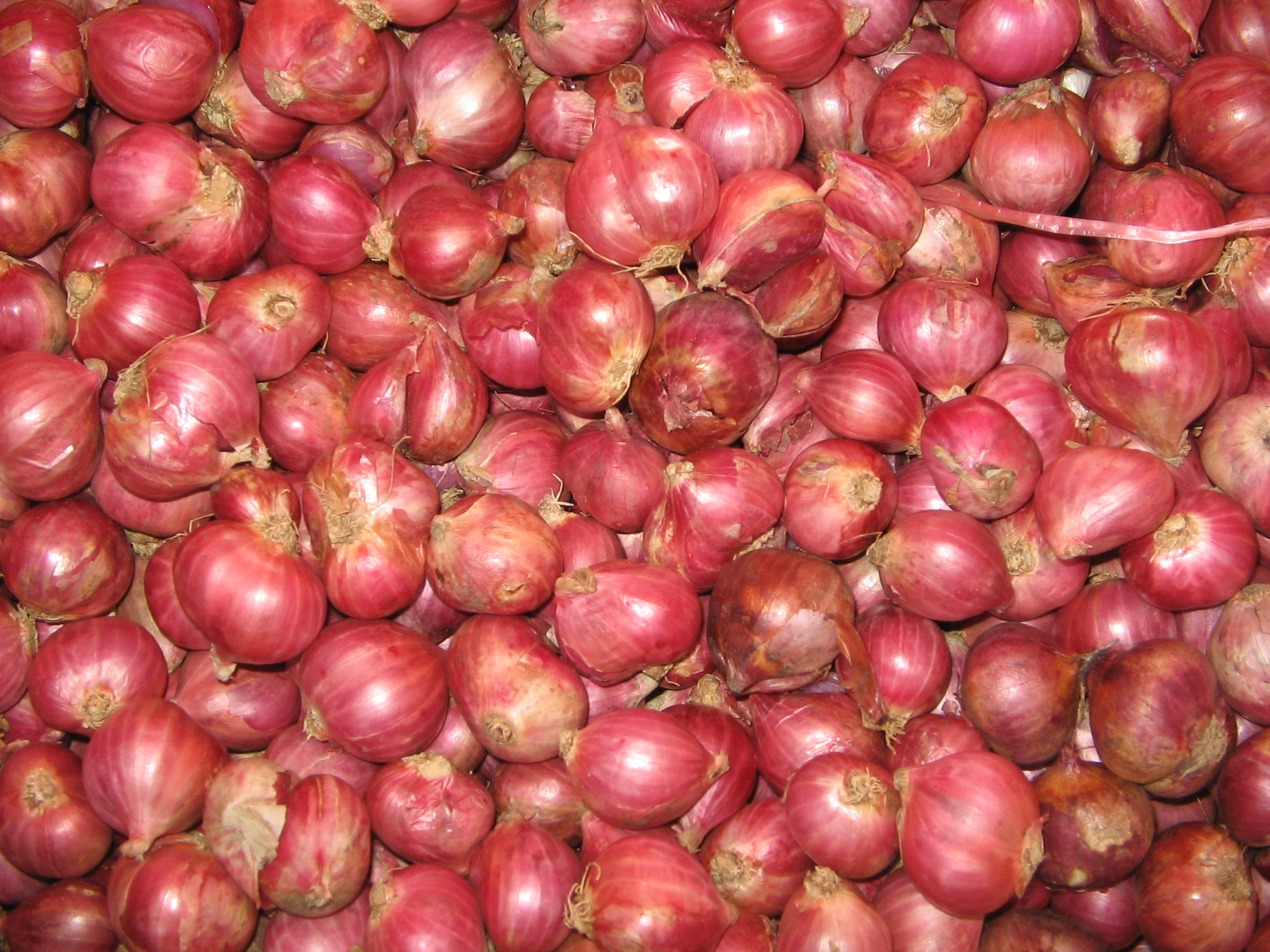
Échalotes rondes.

Le semis direct est pratiqué en mars ou avril, selon les variétés, à raison de 1,8 à 2 millions de graines par hectare en fonction du calibre souhaité.
La récolte est effectuée au mois d'août.
La conservation des bulbes est facilitée car le matériel de base (la graine) est un matériel de propagation sain. Elle peut s'étendre de la récolte jusqu'à fin juin de l'année suivante.
Les échalotes  peuvent être conservées à la fraicheur, en atmosphère sèche (0 à 4 °C, 60 à 70% d'humidité) pendant six mois voire plus.

## Principales variétés

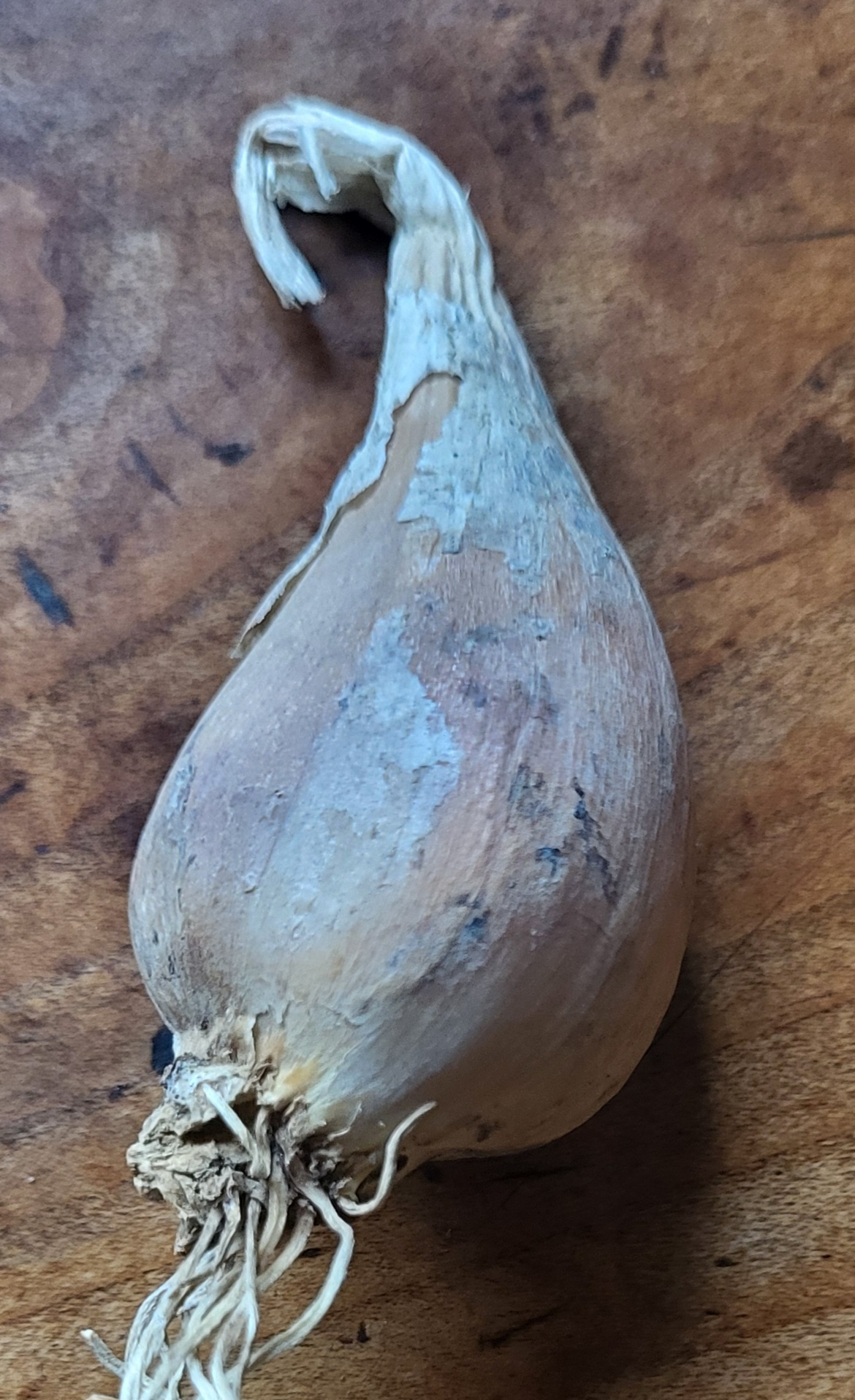
Échalote grise variété Griselle.

Les variétés cultivées en France se rattachent à deux grands groupes : les échalotes grises, les plus appréciées car plus aromatiques, et les échalotes roses ou brun rougeâtre, plus ou moins allongées.
- Échalotes grises (Allium oschaninii) : Griselle, Grisor.
- Échalotes roses (Allium cepa L. var. aggregatum)  : Armador, Melkior, Pesandor, Picador, Ronde de Jersey[11], Rondeline.
- Échalotes brun rougeâtre (Allium cepa L. var. aggregatum) : Arvro, Bruneor, Jermor, Kormoran[12], Longor, Menhir, etc.

Une vingtaine de variétés obtenues par multiplication végétative et commercialisées sous forme de plants sont inscrites au Catalogue officiel français des espèces et variétés
Le choix d'une variété peut s'effectuer selon différents critères : plant ou graine, rendement, état sanitaire, aptitude à la conservation, gout en cru et en cuit, 
La variété « Cuisse de poulet du Poitou » souvent commercialisée comme échalote est un échalion, qui est un type particulier d'oignon allongé. Trois variétés obtenues par multiplication sexuée et commercialisées sous forme de semences sont inscrites au Catalogue officiel français des espèces et variétés.
Plus de 55 variétés sont inscrites au Catalogue européen des espèces et variétés.

## La guerre de l'échalote
En France, l’ancienne réglementation applicable datant de 1990 réservait aux seules échalotes plantées, dites « de tradition », le droit d’être commercialisées sous le nom « d’échalote ». Depuis, la recherche agronomique, notamment aux Pays-Bas, a développé des croisements avec l'oignon qui, avec l'échalote, est issu de la même espèce (Allium cepa) mais si l'oignon est dans le groupe Cepa, l'échalote est placée à l'autre bout de ce continuum dans le groupe Aggregatum qui caractérise l'échalote comme des bulbes ayant la capacité de se diviser - ce qui n'est pas le cas de l'oignon. Les croisements ainsi développés par la société De Groot en Slot ont permis de développer des variétés typées d’échalote qui sont semées et non plantées comme l'échalote traditionnelle. Cette nouvelle échalote a ouvert la voie à un nouveau mode de production d’échalotes à partir de semis.
Ces découvertes ont conduit à adapter les textes européens, notamment la directive « semences » et la liste des produits éligibles au catalogue commun des semences, sur lequel les échalotes semées peuvent désormais figurer.
En France, la procédure contentieuse entamée par la société De Groot en Slot Allium BV devant le Conseil d’État a définitivement donné le droit aux échalotes dites « de semis » d'être commercialisées avec l'étiquette « échalote de semis » et ce, en vertu de la libre circulation des biens dans l'Union Européenne.
En conséquence, et malgré la crainte des producteurs d’échalotes plantées dites « de tradition » de Bretagne et du Val de Loire de perdre un quasi-monopole détenu depuis de nombreuses années, un nouvel arrêté a été adopté le 16 janvier 2007. Cette nouvelle réglementation consacre la coexistence de deux modes de production d’échalotes : semées et plantées, dont les qualités nutritionnelles sont similaires mais les qualités organoleptiques parfois différentes selon les variétés choisies.

## Propriétés alimentaires
L’échalote est peu calorique ; elle est notamment pauvre en graisse et en protéines, et assez peu riche en glucide. Elle est riche en potassium, 100 grammes d'échalote couvrant 12 % des apports journaliers recommandés, ainsi qu'en manganèse (15 %). On trouve aussi des vitamines B6 (16 %) et B9 (17 %), et dans une moindre mesure des vitamines C (9 %).

## Utilisation
Les bulbes (ou caïeux) s'utilisent cuits ou crus. Crus, ils servent à aromatiser les salades et crudités. Cuits, ils entrent dans la confection de sauces, de courts-bouillons, ou accompagnent les plats de viande. Ils peuvent aussi être frits, à l'image de l'oignon frit, ce que fait la cuisine indonésienne avec le bawang goreng. Elle sert aussi pour la bavette à l'échalote, sauce échalote au vin, sauce mignonnette.
Les feuilles ciselées peuvent remplacer la ciboulette.
Tranchées, séchées elles sont également appréciées.

## Phytosanitaire
L'échalote est sensible à certaines maladies, dont :
- le mildiou ;
- le botrytis ;
- la fusariose ;
- les maladies bactériennes ;
- les viroses.

## Citation
L'expression de « course à l'échalote », à savoir le fait de planter ses bulbes avant les autres, est une expression reprise en maintes occasions. Elle a notamment donné son titre à un film de Claude Zidi sorti en 1975, avec Pierre Richard et Jane Birkin.

## Calendrier
Le 8e jour du mois de messidor du calendrier républicain / révolutionnaire français est officiellement dénommé « jour de l'échalote », généralement chaque 26 juin du calendrier grégorien.